# Szkieletnica trwała

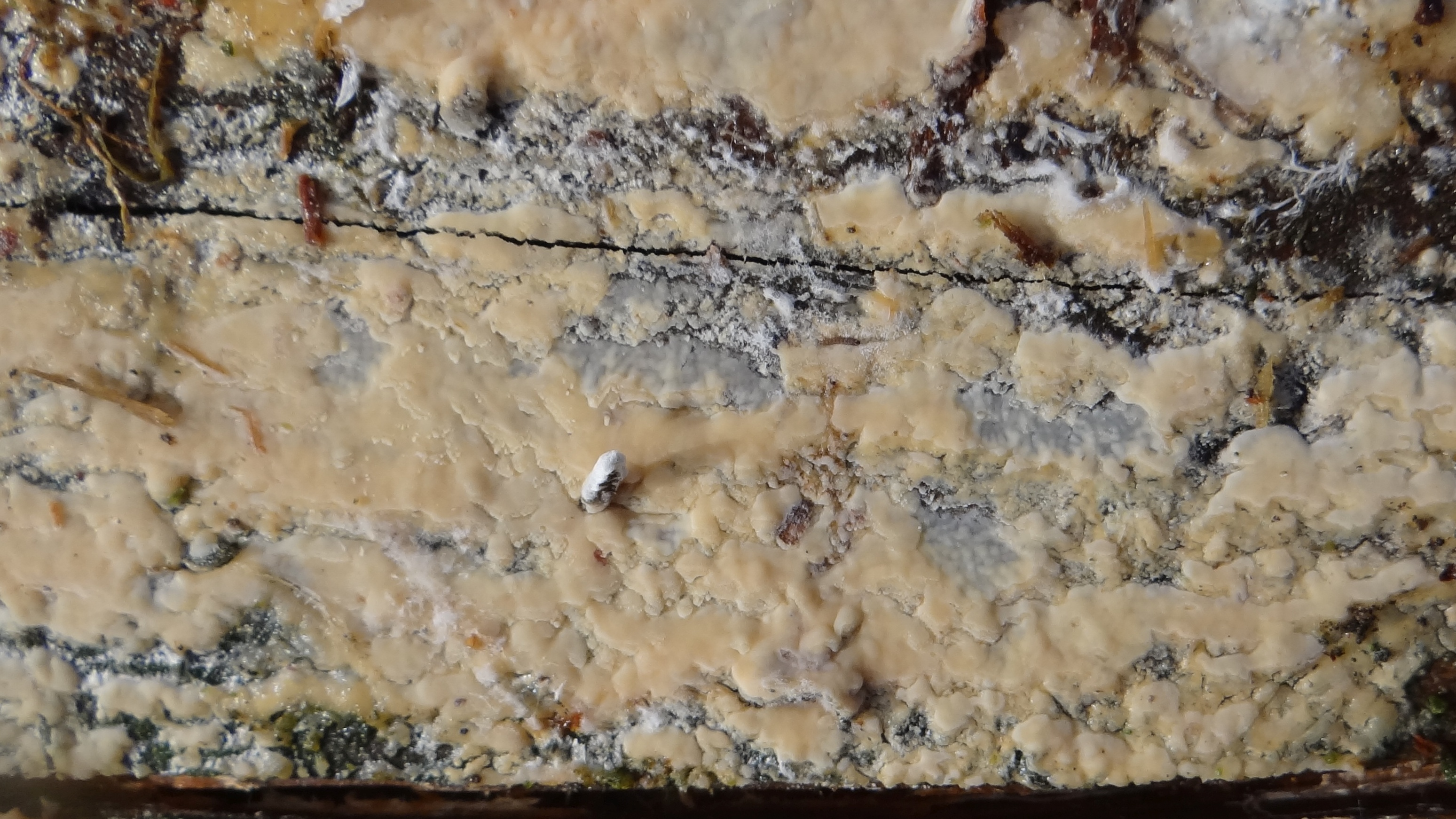

Szkieletnica trwała (Skeletocutis stellae (Pilát) Jean Keller) – gatunek grzybów z rzędu żagwiowców (Polyporales).

## Systematyka i nazewnictwo
Pozycja w klasyfikacji według Index Fungorum: Skeletocutis, Incrustoporiaceae, Polyporales, Incertae sedis, Agaricomycetes, Agaricomycotina, Basidiomycota, Fungi.
Gatunek ten opisał w 1953 roku Albert Pilát, nadając mu nazwę Poria stellae. Obecną, uznaną przez Index Fungorum nazwę nadał mu Jean Keller w 1979 r.
Synonimy:
- Fomes stellae (Pilát) Komarova 1964
- Fomitopsis stellae Pilát ex Bondartsev 1953
- Incrustoporia stellae (Pilát) Domański 1963
- Poria stellae Pilát 1941
- Poria stellae Pilát 1953

W 1965 r. Stanisław Domański nadał mu polską nazwę powleczka Stelli. Władysław Wojewoda w 2003 r. zmienił ją na nazwę szkieletnica trwała.

## Morfologia
Owocnik rozpostarty, płaski lub poduszeczkowaty, jednoroczny lub wieloletni, zazwyczaj o kolistym lub podłużnym kształcie, do podłoża silnie przyrośnięty. Sąsiednie okazy zlewają się z sobą osiągając długość do 50 cm, szerokość do 20 cm i grubość do 1,2 cm. Brzeg biały, filcowaty, z dość szerokim płonnym obrzeżem, u młodych owocników ostry, u wieloletnich wałkowaty. Świeże owocniki są skórzaste, po wysuszeniu twarde i kruche, zwijają się i często odstają od podłoża.
Miąższ o grubości do 2 mm, skórzasto-filcowaty, biały i wyraźnie odróżniający się od warstwy rurek. Rurki tworzą do sześciu warstw, rocznie przyrastając na długość 1–3 mm, prostopadle lub ukośnie do podłoża. Na pionowym podłożu często tworząc tarasy. W świeżych owocnikach są białe, dość miękkie, skórzaste i żelatynowate, po wyschnięciu stają się początkowo kremowe, potem brudno-brunatne, czasem z czerwonym odcieniem i pozlepiane. Ostrza rurek równe, w młodych owocnikach pokryte białym nalotem, który ściera się po dotknięciu, a na powierzchni hymenoforu wówczas tworzą się żółtawe lub brunatne plamy. Pory regularne, o kształcie od kolistego do wielokątnego, bardzo drobne, o średnicy 0,07–0,13 mm, w liczbie 5–6 na 1 mm.

## Występowanie i siedlisko
Występuje w Ameryce Północnej i Eurazji. W Europie najliczniejsze stanowiska podano na Półwyspie Skandynawskim. W. Wojewoda w 2003 r. przytoczył 4 stanowiska w Polsce. Znajduje się na Czerwonej liście roślin i grzybów Polski. Ma status V – gatunek, który zapewne w najbliższej przyszłości przesunie się do kategorii wymierających, jeśli nadal będą działać czynniki zagrożenia. Znajduje się na listach gatunków zagrożonych także w Norwegii, Szwecji i Finlandii.
Nadrzewny grzyb saprotroficzny. Występuje w lasach na martwym drewnie drzew liściastych i iglastych. W Polsce notowany na drewnie jodły pospolitej, sosny zwyczajnej i świerka pospolitego od jesieni do wiosny.